# Port lotniczy Vágar
Port lotniczy Vágar (far. Vága Floghavn, duń. Vágar Lufthavn) – jedyne lotnisko na Wyspach Owczych, umieszczone na wyspie Vágar, ok. 1,5 km od miejscowości Sørvágur. Lotnisko jest bazą obecnie jedynej, rdzennie farerskiej linii lotniczej, Atlantic Airways. Do 2006 pełniło tę samą funkcję dla mniejszej floty linii FaroeJet. Lądowisko jest asfaltowe i ma 1800 metrów długości.

## Historia
Lotnisko to wybudowane zostało w czasie II wojny światowej, przez brytyjskie siły stacjonujące na całych Wyspach Owczych, w ramach tak zwanej Operacji Valentine, która po zajęciu Danii i Norwegii przez wojska III Rzeszy miała zapobiec przejęciu tak strategicznego punktu na Morzu Północnym, jak ten archipelag. Port lotniczy wybudowano w latach 1942/43, miał służyć do transportu żołnierzy na wyspy, był także miejscem, gdzie stacjonowały samoloty bojowe.
Wojska alianckie opuściły Wyspy Owcze zaraz po zakończeniu wojny. Przez pewien czas lotnisko było nieużywane, jednak na początku lat 60. XX wieku lokalne władze zaczęły prace restauracyjne, a także budowę infrastruktury wokół niego. 1 lipca 1963 roku lotnisko to stało się oficjalnie cywilnym portem lotniczym, a 17 lipca tego samego roku odbył się pierwszy lot, jednak przez wiele lat otwarte było jedynie lotnisko dla śmigłowców. W 1977 uruchomiono także lądowisko samolotowe, łącząc tym samym lotniczo Wyspy Owcze z resztą świata.
Od początku istnienia lotnisko zarządzane było przez władze duńskie, jednak 30 kwietnia 2007 roku rządy oddano w ręce Løgtingu. By usprawnić pracę lotniska i ułatwić transport do Thorshavn, stolicy archipelagu, zbudowano tunel między wyspą Vágar, a Streymoy, który zwie się Vágatunnilin i ma ponad 4,5 km długości.

## Linie lotnicze i połączenia
| Linia lotnicza              | Kierunek |
| --------------------------- | --- |
| Atlantic Airways            | 1. Billund 2. Kopenhaga-Kastrup 3. Oslo-Gardermoen 4. Reykjavík-Keflavík Sezonowo: 1. Aalborg 2. Berlin-Brandenburg 3. Barcelona 4. Edynburg 5. Gran Canaria 6. Londyn-Gatwick (powrót 1 czerwca 2024) 7. Nowy Jork-Stewart 8. Palma de Mallorca 9. Paryż-Charles de Gaulle |
| Atlantic Airways Helicopter | 1. Dímun 2. Froðba 3. Hattarvík 4. Kirkja 5. Klaksvík 6. Koltur 7. Mykines 8. Skúvoy 9. Svínoy 10. Thorshavn |
| Icelandair                  | Sezonowo: 1. Reykjavík-Keflavík (od 1 maja 2024) |
| SAS                         | Sezonowo: 1. Kopenhaga |
| Widerøe                     | 1. Bergen |